# Maximum Ride
Maximum Ride (titre original : Maximum Ride) est une série de romans de science-fiction pour jeunes adultes, écrits par l'auteur américain James Patterson.
La série raconte la vie de six enfants fugitifs, Max, Fang, Iggy, Gasman, Nudge, et Angel, créés dans un laboratoire appelé l'École, où ils ont subi des expériences scientifiques et ont reçu 2 % de gènes d'oiseaux.
Une adaptation cinématographique, prévue pour 2010 puis pour le 10 janvier 2014, sort finalement le 30 août 2016.

## Liste des ouvrages
Trois tomes sont parus en français, en grand format aux éditions Hachette Jeunesse puis au format poche aux éditions Le Livre de poche.
1. Opération Angel, Hachette Jeunesse, 2008 ((en) Maximum Ride: The Angel Experiment, 2005)
2. Objectif liberté, Hachette Jeunesse, 2008 ((en) Maximum Ride: School's Out Forever, 2006)
3. Mission : Sauver le monde, Hachette Jeunesse, 2009 ((en) Maximum Ride: Saving the World and Other Extreme Sports, 2007)
4. (en) Maximum Ride: The Final Warning, 2008
5. (en) Max: A Maximum Ride Novel, 2009
6. (en) Fang: A Maximum Ride Novel, 2010
7. (en) Angel: A Maximum Ride Novel, 2011
8. (en) Nevermore: The Final Maximum Ride Adventure, 2012
9. (en) Maximum Ride Forever, 2015

## Résumé
Max est une adolescente de quatorze ans qui est à 98 % humaine ; les 2 % restants font toute la différence étant donné que ce sont ceux d'oiseaux qui lui procurent des sens sur-développés, et... des ailes.
Elle a grandi dans un endroit appelé l'École, un laboratoire de recherches où travaillent des scientifiques fous hors-la-loi, qui procèdent à des expériences interdites sur des êtres humains comme elle et 5 autres enfants qu'elle considère comme sa famille. Ils s'enfuient de cette « école » à l'aide d'une "blouse blanche" (nom donné aux scientifiques) Jeb Batchelder, avec qui ils construisent une maison dans les bois dans laquelle ils habitent. Il a maintenant disparu depuis plus de 2 ans et les 6 enfants le croient mort.
Les scientifiques ont aussi créé des hommes-loups qui peuvent se transformer en loup à volonté et qui souhaitent leur mort : les Erasers, les effaceurs. Angel, lisant au rez-de-chaussée de la maison, entend des gens dans la forêt (grâce à son pouvoir de télépathie), sortie pour aller voir, elle se fait capturer par les Erasers. Max, Iggy, Gazzy, Nudge et Fang partent à sa recherche.
Puis l'histoire continue dans le tome 2, les mutants réussissent à libérer Angel, la benjamine du groupe. Durant cette opération de sauvetage, les 5 enfants apprennent que Jeb Batchelder est toujours vivant... mais du côté ennemi. Les mutants s'enfuient alors de "l'École" et partent à la recherche de leurs parents.
Dans le tome 3, il est expliqué que le conglomérat Itexicon qui a créé les mutants désire éliminer la moitié (au minimum) de la population mondiale. Max et ses compagnons, dont l'existence est désormais publique, vivent diverses aventures à travers les États-Unis et l'Europe pour contrecarrer ce plan avec l'aide d'enfants du monde entier. Angel apprend que Jeb Batchelder est son père et qu'il l'a conçue pour sauver le monde.

## Film
En janvier 2007, il a été annoncé qu'un film serait produit sur la base de la série Maximum Ride. Le producteur sera Avi Arad, l'un des producteurs de Spider-Man, X-Men et d'autres films de Marvel. Dans une interview avec James Patterson, il a été révélé qu'Arad a déjà planifié les deux premiers films. Le 7 août 2008, il a été annoncé que Columbia Pictures a acheté les droits à l'écran de la franchise, et que Don Payne écrira le scénario. La date de sortie du film est alors prévue pour 2010.
Mais on apprend le 30 avril 2010 que c'est Universal qui vient d'acquérir les droits d'adaptation de Maximum Ride (Max en français). Il a engagé Mark Fergus et Hawk Ostby (Iron Man) pour commencer à plancher sur le scénario. Catherine Hardwicke, la réalisatrice de Twilight, chapitre I : Fascination, est pressentie pour s'occuper de la réalisation. Le réalisateur choisi est finalement Jay Martin et le film est sorti le 30 août 2016 aux États-Unis puis le 30 septembre 2016 en VOD en France.

## Manga
En 2009 est sortie aux États-Unis une adaptation en manga dessinée par Narae Lee aux éditions Yen press. Neuf tomes ont été publiés à la fin de 2015. En France, le manga est édité par Le Lombard (quatre tomes à la date d'avril 2012).

## Comics
En 2015, une adaptation en comics intitulée Max Ride est lancée par Marvel Comics. Le premier arc est réalisé par Marguerite Bennett and Alex Sanchez. En 2016, Hachette commence à publier la traduction française sous le titre Max Ride.
1. Opération Angel, 2016 ((en) First Flight, 2015)Écrit par Marguerite Bennett et dessiné par Alex Sanchez
2. Objectif liberté, 2016 ((en) Ultimate Flight, 2016)Écrit par Jody Houser et dessiné par R. B. Silva